# Президентски избори в Египет (2018)
Президентските избори в Египет през 2018 г. се провеждат между 26 и 28 март, въпреки че гражданите на Египет в чужбина гласуват по-рано, между 16 и 18 март 2018 г. На 19 януари действащият президент Абдел Фатах Сиси официално обявява, че ще се кандидатира за втори и последен мандат. Сиси печели на първи тур, с 97% от гласовете. Избирателната активност е 41%, по-ниска от изборите през 2014 г.

## Кандидати

### Абдел Фатах Сиси
Абдел Фатах Сиси е действащият президент на Египет. След като изиграва ключова роля в свалянето на режима на президента Мохамед Морси през юли 2013 г., свързан с Мюсюлманско братство в Египет, след масови протести срещу управлението му. Сиси се оттегля от военната си кариера и печели на президентските избори през 2014 г. В обявяването на кандидатурата си той заявява: „Има хора, които познавам, които са корумпирани, няма да им позволя да се доближат до този стол“. Президентът Сиси получава одобрението на 464 членове от парламента на Египет.

### Мустафа Муса Муса
Председателят на партия Ал Гад – Мустафа Муса Муса, първоначално се обявява в подкрепа на кандидатурата на Абдел Фатах Сиси за президент. На 20 януари заявява, че е намерил подкрепата от 26 членове на парламента, както и на 47 000 подписа за своята кандидатура. Той декларира намерението си да се кандидатира само ден преди крайния срок на избирателната комисия. Муса представя документите за своята кандидатура само 15 минути преди крайния срок.

## Резултати
| Кандидати                                     | Кандидати                                     | Партия                                        | Гласове    | %     |
| --------------------------------------------- | --------------------------------------------- | --------------------------------------------- | ---------- | ----- |
|                                               | Абдел Фатах Сиси                              | безпартиен                                    | 21 835 387 | 97,08 |
|                                               | Мустафа Муса Муса                             | Ал Гад                                        | 656 534    | 2,92  |
|                                               |                                               |                                               |            |       |
| Действителни гласове                          | Действителни гласове                          | Действителни гласове                          | 22 182 167 | 93,67 |
| Невалидни/празни гласове                      | Невалидни/празни гласове                      | Невалидни/празни гласове                      | 1 762 231  | 6,33  |
| Общо                                          | Общо                                          | Общо                                          | 24 254 152 | 100   |
| Въздържали се                                 | Въздържали се                                 | Въздържали се                                 | 34 823 986 | 58,95 |
| Регистрирани избиратели/избирателна активност | Регистрирани избиратели/избирателна активност | Регистрирани избиратели/избирателна активност | 59 078 138 | 41,05 |
| Източник: HEC                                 |                                               |                                               |            |       |